# Корси, Алексей
Алексей Корси (род. 24 июля 1986, Москва) — современный художник, куратор и педагог.

## Биография
В 2009 году окончил Московский архитектурный институт (государственная академия) по специальности «Архитектура жилых и общественных зданий» и посещает «Свободные мастерские» при ММСИ (мастерская Ю. Шабельникова). В 2013 году окончил Московскую школу фотографии и мультимедиа им. Родченко (мастерская «Проектная фотография» В. Куприянова).
С 2013 года — сотрудник Stella Art Foundation на должности ассистента арт-директора.
С 2015 года — преподаватель Московской школы фотографии и мультимедиа им. Родченко по курсу «Композиция» основной программы обучения.
С 2016 года — преподаватель Британской высшей школы дизайна на курсе «Современное искусство» стандарта российского дополнительного профессионального образования.
Живет и работает в Москве.

## Персональные выставки
- 2016 — Пятнадцать сантиметров. Музей Сидура, Москва[4].
- 2016 — Ультимативный акт искусства. Галерея «Измайлово», Москва[5].
- 2013 — Отделение. Открытая галерея, Москва[6].
- 2013 — Кому принадлежит тень от зонтика, или Don’t even think of touching my parasol!. Е. К. АртБюро, Москва[7].

## Избранные групповые выставки
- 2016 — Возможность быть другим. ГЦСИ, Москва[8].
- 2016 — Только неофициальный язык. ЦСИ Винзавод, Москва[8].
- 2016 — Поле зрения. Центр фотографии имени братьев Люмьер, Москва[8].
- 2015 — Внутри события. Artwin Gallery, Москва[8].
- 2014 — 12 задумывающихся фотографов. Первый кадетский корпус, Санкт-Петербург[9].
- 2014 — Москва. Барокко. 2014. Галерея Триумф, Москва[8].
- 2013 — Стабильность. Призраки. Random gallery, Москва[8].
- 2013 — Время репетиций. Галерея Триумф, Москва[8].
- 2013 — На этой выставке много хороших работ. Е. К. АртБюро, Москва'[8].
- 2013 — Мыставка. Мультимедиа Арт Музей, Москва[8].
- 2012 — Walk about Moscow. Lalit Kala Akademi, Нью-Дели[8].
- 2012 — Закрыто на реконструкцию. Внутренние работы. Artplay, Москва[8].
- 2012 — Каменный цветок. ГЦСИ, Москва[8].
- 2012 — Show and Tell. Е. К. АртБюро, Москва[10][11].
- 2011 — Regulation. Галерея Зураб, Москва[8].
- 2011 — 55/3. Artplay, Москва[8].
- 2010 — От противного. ЦСИ Винзавод, Москва[8].
- 2010 — Личное. Галерея Восточная, Москва[8].

## Кураторские проекты
- 2017 — Простые чувства. ГЦСИ, Нижний Новгород[12][13][14][15][16]
- 2014 — Полупроводники. Stella Art Foundation, Москва[17]
- 2012 — Варвары. ЦТИ Фабрика, Москва[18][19][20][21].
- 2011 — Пространство. Нет. Рукав, Москва[8].
- 2010 — Автономия. Флакон, Москва[8].
- 2010 — Трансформация. Флакон, Москва[8].

## Номинации
- Номинант Премии Кандинского 2017 в номинации Молодой художник. Проект года[22].
- Номинант Премии Кандинского 2013 в номинации Проект года[23].
- Номинант Премии Кандинского 2013 в номинации Молодой художник. Проект года[23].
- Номинант Премии Инновация 2013 в номинации Новая генерация[24].
- Номинант Премии Инновация 2012 в номинации Новая генерация[25].